# Провансальська література
Провансальська література — література провансальською (окситанською) мовою, що розвивалася в Окситанії.

## Давньопровансальська література (X—XVст.)
Перші літературні пам'ятники цією мовою (langue d'oc) датуються кінцем X століття. Вони склалися в монастирях, єдиних осередках словесної культури в епоху раннього феодалізму. Спочатку це був переважно релігійний епос, перекладення якого на народну мову стимулювало поширення в інтересах церкви «спасенних» легенд [провансальський звід поеми «De Consolatione» Боеція, провансальський переклад «La Chanson de Sainte Foy» (Пісня про св. Фідес Аженську)]. Повільно, під впливом латинської літургії, розвивається релігійна лірика народною мовою. Літературна проза народною мовою з'являється в кінці XI ст. у вигляді головним чином проповідей, повчань і мізерних перекладів з Біблії.

## XI століття
З кінця XI століття діапазон провансальської літератури помітно розширився. Ранній розвиток торгового капіталу Середземномор'я стимулював підйом південнофранцузьких міст. Феодальне лицарство, інтенсивно включене в розвиток товарно-грошових відносин, безпосередньо зв'язалося з міським торговим капіталом, тісно зрослося з ним. У безпосередньому зв'язку з ростом торгових громад на півдні Франції виникають пишні двори, дуже рано увібравши в себе «міське повітря», — виникає більш індивідуалістичне світовідчуття, зазнавши впливу лицарської ідеології. У зв'язку з цим відбувся ранній і потужний розквіт провансальської феодально-придворної поезії трубадурів [кінець XI—XIII ст.].

## Трубадури
Трубадури належали до різних верств феодального суспільства: любителі, ревнителі і меценати — до можновладної знаті, в тому числі і вищої; професіонали — до бідного лицарства, лицарського, бюргерського і духовного ізгойства, міністеріалам і челяді, інтелігентським вільним професіям, художньо-промисловому ремісництву. Трубадурська поезія виробила свою літературну мову, що стала провансальською літературною мовою. На ній творили не тільки трубадури різних діалектних областей мови langue d'oc, в тому числі і Каталонії, а й значна частина трубадурів іншомовних країн, наприклад, 